# Las Flores, Kalifornien
Las Flores är en ort (CDP) i Orange County, i delstaten Kalifornien, USA. Enligt United States Census Bureau har orten en folkmängd på 5 971 invånare (2010) och en landarea på 5,3 km².